# ジルベスターの星から
『ジルベスターの星から』（ジルベスターのほしから）は、竹宮惠子による日本の漫画。『別冊少女コミック』1975年3月号において、51ページの読み切りとして掲載された。竹宮にとって初めての本格的なSF漫画であり、のちに発表される『地球へ…』の布石となった作品である。

## あらすじ
地球は放射能に汚染され、人々は地下都市に住んでいる。宇宙飛行士に憧れる少年トニオ・アロウ・ディッシャーは、自宅の寝室で地球から3万光年離れた移民星であるジルベスターからのテレパシー映像であるジルと出会う。ジルはジルベスターで生まれた最初の子どもであり、ジルベスターを緑あふれる星にすることを夢見ていた。ジルに魅了されたアロウはやがて若くして天才博士となり、宇宙局での実績も積む。また、婚約者であるヴェガに出会う。しかしある日、アロウは、ジルベスターへの移民は失敗し、今は誰も住んでいないことを知る。真実を確かめるべく、アロウはヴェガを置いてジルベスターへ飛ぶ。ジルベスターに着いたアロウは、ジルがとうの昔に死んでおり、ジルのテレパシーは、ジルが遺した記録をもとにコンピューターが作ったものだったと知る。アロウはジルベスターを緑があふれる美しい大地にするまで離れないことを決意する。

## 登場人物
トニオ・アロウ・ディッシャー
宇宙飛行士に憧れる少年。ある日、辺境の移民星ジルベスターのジルからのテレパシーを受け取る。
ジル
ジルベスターで生まれた最初の子ども。透けるような白い肌と髪、赤い目を持ち、両性具有である。
ヴェガ
アロウの同僚であり、彼の婚約者。

## 制作

### 背景
竹宮は1974年の9月から『週刊少女コミック』において『ファラオの墓』の連載を行っていた。彼女は毎週16ページの連載を行うかたわら、『別冊少女コミック』で読み切りを発表していた。本作はそのひとつである。
竹宮は手塚治虫や石ノ森章太郎といった漫画家によるSF漫画を読んで育っており、SF漫画を描きたいと思っていた。しかし、当時の少女漫画誌の編集者は「少女雑誌ではSFは受けない」と考えていたほか、「女性の漫画家はメカを描くことが出来ないからSF漫画を描くことは出来ない」と考えていた。竹宮は1970年に連載が始まった、未来から来た少女を主人公とする『アストロ ツイン』など、初期からSF漫画を描いていたが、大半はコミカルなものだった。こうした作品によって竹宮は読者をSF漫画に慣らしていった。

### 制作
本作は回想録のスタイルが取られており、随所にオーストリア出身の詩人であるライナー・マリア・リルケの詩を散りばめられている。竹宮は、男でもなければ女でもなく実体がないジルや、生殖能力がなくなった人間、すぐに死んでしまう子どもといった設定を作り上げるうちに気分が乗り始めたという。また、幼いころに出会ったジルに心を奪われて婚約者を置いてまで会いに行くといった描写から、相手を大事にする深い愛とは何であるかを表現できるのではないかと感じたという。ロケットやメカなどについては大泉サロンを訪れていた、石ノ森章太郎のチーフアシスタントを務めていた桜多吾作からひおあきらを紹介され、彼の協力を受けたという。

### 発表
本作は『別冊少女コミック』1975年3月号に51ページの読み切りとして掲載された。本作は朝日ソノラマが発行する「竹宮恵子傑作シリーズ」の第3巻である『ジルベスターの星から』のタイトル作品として収録された。また、本作は1978年7月に筑摩書房から発行された『竹宮恵子集』や、1980年11月に実業之日本社から発行された『日本漫画代表作選集』の第3巻、2021年11月に東京創元社から発行された『SFマンガ傑作選』に収録された。このほか、eBookJapan Plusから2011年1月に提供が開始された『竹宮惠子作品集　ジルベスターの星から』に収録された。この際には現存するカラーページが復刻された。

## 評価
本作は竹宮が描いた最初のシリアスなSF漫画である。猫目 (2014)は、本作は「SF風の少女漫画」や「SFをベースにしたラブコメ」ではなく、本格的なSF作品であるとし、少女漫画をベースにしたことで余韻のある名作に仕上がっているとしている。双葉社 (2021)は、ジルの幻想的な存在感にロマンがあるほか、星間航行が当たり前となっている社会や人工の地下都市の日常風景といった未来の設定が活かされて本作の世界観を作り上げているとしている。また、本作が収録された『SFマンガ傑作選』の編者である福井健太は、美しい星のイメージと悲劇を重ね合わせ、開拓者の夢をドラマチックにつづった佳作であるとしている。
哲学者であり評論家である鶴見俊輔は、ジルがすでに死んでいた存在であることを挙げ、こうしたことから竹宮の作品においては死者との交信が大きな役割を果たしているとしている。

## その他
『地球へ…』の2007年版のテレビアニメには、本作に関連する描写が登場するほか、本作の名を取った「ジルベスター星系」という星系が登場する

## 書誌情報
- 竹宮恵子『ジルベスターの星から』朝日ソノラマ〈サンコミックス〉
  1. 1976年6月30日発行[19]
- 竹宮恵子『竹宮恵子集』 筑摩書房 〈現代まんが全集〉
  1. 1978年7月10日発行[12]
- 日本漫画家協会編 『日本漫画代表作選集』3巻、実業之日本社
  1. 1980年11月25日発行[13]
- 福井健太編『SFマンガ傑作選』東京創元社〈創元SF文庫〉
  1. 2021年11月30日発行[14]、ISBN 978-4-488-78901-5